# Альтер Михайло Савелійович
Альтер Михайло Савелійович (Самуїл Завелійович, 6 жовтня (23 вересня) 1919 — 2005) — український історик-краєзнавець, письменник та журналіст із Донеччини.

## Життєпис і творчість
Народився 1919 у Юзівці. Був ініціатором і начальником служби руху Малої Південно-Донецької дитячої залізниці. З 1939 — студент Ростовського інституту інженерів залізничного транспорту; пізніше направлений в Особливий залізничний корпус Халхингольського фронту; працював роз'їзним кореспондентом і редактором газети «Сигнал»; дістав поранення під час боїв з Японією; отримав бойові нагороди.
У 1948 повернувся в Сталіно, працював у газетах «Вперед», «Магистраль угля», «Железнодорожник Донбасса», а також у видавництвах і відділах гірничо-рятувальної служби Донбасу.
Михайло Альтер вів пошукову роботу з історії Святогірського монастиря, внаслідок якої вийшов перший в Донбасі путівник «Святогорск» (1952) і карта-схема «По Северскому Донцу от Чугуева до Белой Калитвы» (1958), путівники по Донбасу і Донецьку (1960, 1962). 1957 Альтер вступив до Союзу журналістів.
Альтер — автор більше 600 публікацій з історії краю. Основні теми: історія Донбасу, транспорт Донбасу, життя визначних людей. Краєзнавчі нариси публікувалися у книгах видавництва «Донбасс»: «Улицы имени героев» (1963), «Заповедники Донбасса» (1966), «Памятные места Донбасса» (1966, 1968), «Летопись братства» (1972), «С рюкзаком по Донбассу» (1980), «Твои освободители, Донбасс» (6 перевидань) і друкувалися в газетах «Вечерний Донецк», «Донбасс», «Акцент», «Наша жизнь». Перед смертю Альтер написав рукопис книги «Донбасс. Война. Победа», який не було опубліковано.
За допомоги Михайла Альтера створено експозиції в 5 музеях Донецької області, в тому числі експозиції музею Георгія Сєдова і музею Володимира Немировича-Данченка. За творчі успіхи удостоєний премії «Золотое перо Донбасса», премії Віктора Шутова і комітету ветеранів війни; Почесний залізничник СРСР, Почесний полярник СРСР, Почесний член Українського товариства охорони пам'яток історії та культури; дійсний член Українського і Російського географічного товариств Альтер брав активну участь в діяльності Донецької обласної єврейської общини.
В 2006 донька Альтера Неля передала домашній архів батька в Музей єврейської спадщини Донбасу. 25 жовтня 2007 в Донецьку відкрито меморіальну дошку на честь Альтера.

## Основні праці
- Альтер М. С. Святогорск: Путеводитель / Сост. С. Альтер. — Сталино: Обл. изд-во, 1954
- Сталино: Справочник-путеводитель / Сост. С. Альтер. — Сталино: Обл. изд-во, 1956.
- Альтер М. С. Донбасс: Спутник туриста / С. З. Альтер. — Донецк: Донец. кн. изд-во, 1962.
- Альтер М. С. Донецк: Путеводитель. — Донецк: Донбасс, 1966
- Дранко Н. С., Альтер М. С., Лисянский А. С. и др. Донецк. Историко-экономический очерк. — Донецк: Донбасс, 1969
- Евреи в истории Донетчины: (О работе науч.-поиск. клуба «Былое Донетчины») // Пути возрождения национальной самобытности на современном этапе: (К 10-летию Донец. обл. отделения общества «Украина-Израиль») 7 окт. 2002 г.: Материалы науч.-практ. конф., 2003. — С. 49-62.
- Альтер М. С. Шаги к мечте: Очерк о нашем земляке-первопроходце Арктики Г. Я. Седове / М. С. Альтер. — Донецк: Шилтон, 2007.